# 陸杲 (明朝)
陸杲（1503年—1575年），字元晉，號胥峰，自稱赤松道人，錦衣衛官籍浙江嘉興府平湖縣人，明朝政治人物。

## 生平
嘉靖十六年（1537年）丁酉科順天鄉試第四名舉人，二十年（1541年）中式辛丑科會試第八十一名，二甲第四十名進士。任刑部雲南司主事，掌漕撫刑，因忤逆漕臣被罷官，遂不再出仕。廣置學田供窮人子弟讀書，又捐貲築邑城。有立家訓：“四民之业，士农工商，孝弟忠信，人道之纲。”嘉靖三十六年以子封禮部郎中，萬曆三年（1575年）卒，年七十三。累贈吏部尚書。

## 家族
曾祖陸珪，義官；祖父陸鋹，知縣累贈南京鴻臚寺卿 加贈都察院右副都御史；父陸淞，號東濱，南京光祿寺卿 贈都察院右副都御史。母王氏（封太淑人）。慈侍下。從兄陸楷（監生）、陸東、陸樟，兄陸𤇍（工部右侍郎兼都察院右副都御史）、陸棐（貢士）、陸槩，弟陸集（貢士），從弟陸炳（錦衣衛指揮使）、陸煒（中書舍人）、陸標、陸檠。有四子，陸光祖、陸光裕、陸光祚、陸光宅。